# Jeanette ten Broecke Hoekstra
Jeanette Johanna Theodora ten Broecke Hoekstra (Teteringen, 17 december 1901 - 's-Gravenhage, 12 augustus 1981) was een Nederlands politica. Namens de Volkspartij voor Vrijheid en Democratie was zij onder meer lid van de Tweede Kamer.
Mevrouw Ten Broecke Hoekstra was een liberale officiersdochter met veel leidende functies op het gebied van de kinderzorg en vrouwenarbeid. Ze was een welbespraakte sociaal voelende juriste met belangrijke inbreng in debatten over volksgezondheid en maatschappelijk werk, zowel in de Tweede Kamer als in de gemeenteraad van Den Haag. Ze zette zich eind jaren 50/begin jaren 60 vooral in voor gerepatrieerden uit Indonesië.
- Biografisch Portaal: 59500328
- Parlement.com: vg09lkyqidrt